# Raoul Peck
Raoul Peck, född 1953 i Port-au-Prince, är en haitisk filmskapare. Från mars 1996 till september 1997 var han Haitis kulturminister. Hans film I Am Not Your Negro från 2016, som handlar om författaren James Baldwins liv, nominerades 2017 till en Oscar för bästa dokumentär.

## Filmografi i urval
- 1990 – Lumumba: La mort du prophète (dokumentär)
- 1993 – Mannen på kajen
- 2000 – Lumumba
- 2005 – Sometimes in April (TV-film)
- 2009 – En lysande framtid
- 2016 – I Am Not Your Negro (dokumentär)
- 2017 – Le jeune Karl Marx
- 2021 – Exterminate All the Brutes (dokumentär, TV-miniserie)